# أراب آيدول (الموسم 1)
الموسم الأول من أراب آيدل عرض على مدى أربعة أشهر ما بين 14 ديسمبر/كانون أول 2011 حتى 08 أبريل/نيسان 2012. قدم المسابقة الممثل الكويتي عبد الله الطليحي والوصيفة الأولى في مسابقة ملكة جمال لبنان لعام 2005 أنابيلا هلال في مرحلة العروض المباشرة.
وكل يوم أربعاء كانت تعرض حلقة خاصة مسماة «آراب آيدول إكسترا»، عرض فيها كل ما جرى في الكواليس خلال الأسبوع في مقر إقامة المتسابقين وخلال سهرات التسابق الرئيسية والإقصاء.

## لجنة التحكيم
لجنة التحكيم هي المسؤولة عن اختيار المتسابقين من بين جميع المرشحين، كما المسؤولة عن تقييم أداء الذي بقوا في المسابقة وإعطائهم النصائح والإرشادات اللازمة لكي يكون غنائهم أفضل في الحلقة التالية وليبقوا فترة أطول في البرنامج. اللجنة مؤلفة من ثلاثة فنانين كبار هم:
- راغب علامة - مغني وملحن.
- أحلام الشامسي - مغنية.
- حسن الشافعي - ملحن، موزع ومنتج موسيقي.

## اختبارات الأداء
في تموز 2011 تم الكشف عن المدن التي سيتم فيها اختبارات الأداء للمشتركين وذلك على الموقع الرسمي لقناة إم بي سي 1، وتم الكشف عن التواريخ في شهر آب، وهي كالتالي:
- القاهرة، مصر، 4 سبتمبر 2011
- الدار البيضاء، المغرب، 8 سبتمبر 2011
- دبي، الإمارات العربية المتحدة، 15 سبتمبر 2011
- الكويت، الكويت، 19 سبتمبر 2011
- عمان، الأردن، 26 سبتمبر 2011
- لندن، المملكة المتحدة، 1 أكتوبر 2011
- تونس، تونس، 5 أكتوبر 2011
- بيروت، لبنان، 14 أكتوبر 2011

### المدن المستبعدة
- دمشق، سوريا، 26 سبتمبر 2011، استبعدت إقامة اختبارات الأداء لأسباب أمنية وسياسية، وتم تحويل المشتركين السوريين إلى عمان وبيروت.

### المرحلة الثالثة
تم انتقاء 81 متسابق من بين كل الذين تقدموا للاشتراك لكي ينتقلوا لمرحلة التصفيات الثانية، حيث اختير 20 متسابق، عشرة شباب وعشر بنات، للمرحلة الثالثة ما قبل النهائية والمتأهلين هم:
| الشباب - العراق، محمد العلوان (مواليد 1991) - فلسطين، أحمد عباسي (مواليد 1985) - الأردن، يوسف عرفات (مواليد 1992) - عُمان، محمود النوفلي (مواليد 1990) - تونس، أمين بورقيبة (مواليد 1994) - تونس، حسن خرباش (مواليد 1988) - مصر، كريم محمد (مواليد 1986) - مصر، يحيى يعقوب (مواليد 1982) - السعودية، محمد طاهر (مواليد 1988) - السعودية، مروان فاقي (مواليد 1987) | البنات - سوريا، ناديا المنفوخ (مواليد 1983) - الأردن، غزل شعشاعة (مواليد 1988) - مصر، شدا يوسف (مواليد 1994) - مصر، كارمن سليمان (مواليد 1994) - مصر، رشا الشرنوبي (مواليد 1989) - المغرب، دنيا بطمة (مواليد 1991) - المغرب، إيمان قرقيبو (مواليد 1988) - المغرب، حبيبة بوزيري (مواليد 1988) - تونس، شيرين اللجمي (مواليد 1995) - تونس، غفران فتوحي (مواليد 1992) |

## المرحلة النهائية والنتائج الأسبوعية
في حلقة 20 يناير/كانون الثاني 2012، انتقل عشرة متسابقين إلى المرحلة النهائية من البرنامج، حيث اختار الجمهور ثمانية منهم عبر الاتصالات الهاتفية والرسائل النصية القصيرة، بينما أنقذت لجنة التحكيم اثنين من الإقصاء. المختارون ونتائجهم على الشكل التالي:
| المتسابقين | المتسابقين    | الأسبوع الأول 2012.01.28 | الأسبوع الثاني 2012.02.04 | الأسبوع الثالث 2012.02.11 | الأسبوع الرابع 2012.02.18 | الأسبوع الخامس 2012.02.25 | الأسبوع السادس 2012.03.03 | الأسبوع السابع 2012.03.10 | الأسبوع الثامن 2012.03.17 | الأسبوع التاسع 2012.03.24 |  |
| 1          | كارمن سليمان  |                          |                           |                           |                           |                           | المركز الثاني             | المركز الثاني             |                           | الفائزة                   |  |
| 2          | دنيا بطمة     |                          |                           |                           |                           |                           |                           |                           |                           | وصيفة                     |  |
| 3          | يوسف عرفات    |                          |                           |                           | المركز الثالث             |                           |                           |                           | مستبعد                    |                           |  |
| 4          | ناديا المنفوخ |                          |                           | المركز الثالث             | المركز الثاني             | المركز الثالث             |                           | مستبعدة                   |                           |                           |  |
| 5          | محمد طاهر     |                          |                           |                           |                           | المركز الثاني             | مستبعد                    |                           |                           |                           |  |
| 6          | حسن خرباش     |                          |                           | المركز الثالث             |                           | مستبعد                    |                           |                           |                           |                           |  |
| 7          | غفران فتوحي   | المركز الثالث            | المركز الثاني             |                           | مستبعدة                   |                           |                           |                           |                           |                           |  |
| 8          | محمد علوان    |                          | المركز الثالث             | مستبعد                    |                           |                           |                           |                           |                           |                           |  |
| 9          | شيرين لجمي    | المركز الثاني            | مستبعدة                   |                           |                           |                           |                           |                           |                           |                           |  |
| 10         | يحيى يعقوب    | مستبعد                   |                           |                           |                           |                           |                           |                           |                           |                           |  |

### الأغاني المؤداة من قبل المشتركين في المرحلة النهائية
| رمز | الحاصل على بطاقة الإنقاذ الوحيدة | غادر السباق لحصوله على أقل نسبة تصويت من الجمهور |

| حسن خرباش     | بتعاتبني على كلمة - جورج وسوف      |
| يحيى يعقوب    | غريبة الناس - وائل جسار            |
| محمد علوان    | بحلم بيك - عبد الحليم حافظ         |
| غفران فتوحي   | الغرقان - راشد الماجد وحسين الجسمي |
| دنيا بطمة     | يوم ليك ويوم عليك - ذكرى           |
| شرين لجمي     | خيروني ابن العم - نجوى كرم         |
| يوسف عرفات    | لا تشكي فيي - ملحم زين             |
| محمد طاهر     | درب المحبة - محمد عبده             |
| ناديا المنفوخ | أول عشرة محبوبي - قدود حلبية       |
| كارمن سليمان  | أنا في انتظارك - أم كلثوم          |

| محمد علوان    | ها حبيبي - كاظم الساهر    |
| ناديا المنفوخ | دبنا عغيابك - جورج وسوف   |
| شرين لجمي     | على بالي - شيرين          |
| محمد طاهر     | تحقق منايا - راشد الماجد  |
| كارمن سليمان  | بعاد كنتم - محمد عبده     |
| حسن خرباش     | الناس الرايقة - رامي عياش |
| غفران فتوحي   | على بالي - آدم            |
| دنيا بطمة     | دارت الأيام - أم كلثوم    |
| يوسف عرفات    | عندك بحرية - وديع الصافي  |

| كارمن سليمان  | زي العسل - صباح                 |
| يوسف عرفات    | دنيا الوله - عبد الله الرويشد   |
| ناديا المنفوخ | يا مسافر وحدك - محمد عبد الوهاب |
| محمد طاهر     | أول مرة - عبد الحليم حافظ       |
| دنيا بطمة     | لاشحد حبك - نجوى كرم            |
| محمد علوان    | ردوا حبيبي - ملحم زين           |
| حسن خرباش     | ليلى - عبد الرب إدريس           |
| غفران فتوحي   | العيون السود - وردة الجزائرية   |

| حسن خرباش     | عهدير البوسطة - فيروز          |
| دنيا بطمة     | حبينا واتحبينا - ميادة الحناوي |
| ناديا المنفوخ | أبيك - عبد الله الرويشد        |
| كارمن سليمان  | ما تحاسبنيش - شيرين عبد الوهاب |
| غفران فتوحي   | لما راح الصبر منو - شريفة فاضل |
| محمد طاهر     | مو على كيفك - ماجد المهندس     |
| يوسف عرفات    | مشيت خلاص - وائل جسار          |

| يوسف عرفات                 | خطرنا على بالك - طوني حنا          |
| حسن خرباش & كارمن سليمان   | يارب - مروان خوري وكارول سماحة     |
| محمد طاهر                  | سمي - محمد عبده                    |
| يوسف عرفات & ناديا المنفوخ | ماس ولولي - ديانا حداد والشاب خالد |
| حسن خرباش                  | لو على قلبي - فضل شاكر             |
| كارمن سليمان               | سيدي وصالك - أنغام                 |
| دنيا بطمة & محمد طاهر      | خاينة - أسماء المنور وراشد الماجد  |
| ناديا المنفوخ              | مدلي - سميرة توفيق                 |
| دنيا بطمة                  | أكثر من أول - أحلام الشامسي        |

| محمد طاهر     | سهران معك الليلة - أحمد الشريف وينك حبيبي راشد الماجد    |
| كارمن سليمان  | مستحيل - وردة الجزائرية لا تبكي يا ورود الدار - نجوى كرم |
| ناديا المنفوخ | عهد الله - ملحم بركات لازرع لك بستان ورود - فؤاد غازي    |
| يوسف عرفات    | كل الأسايد - مروان خوري رضى والله ورضيناك - طلال سلامة   |
| دنيا بطمة     | قل عملك إيه قلبي - محمد عبد الوهاب ع البال - سميرة سعيد  |

| دنيا بطمة     | ما عاد بدري - محمد عبده أكثر - أصالة نصري               |
| يوسف عرفات    | على رمش عيونها - وديع الصافي عمري كله - وائل كفوري      |
| كارمن سليمان  | يا منيتي - عبد المحسن المهنا أضواء الشهرة - كارول سماحة |
| ناديا المنفوخ | إمي نامت ع بكير - فيروز وحشتني - سعاد محمد              |

| يوسف عرفات   | للحين أحبها - نبيل شعيل لا تروحي - جوزيف عطية عللي جرى - علية  |
| كارمن سليمان | قلبي دليلي - ليلى مراد ما يهمك - يارا الحين أحبك - ذكرى        |
| دنيا بطمة    | مالي - وردة الجزائرية واقف على بابكم - نعيمة سميح تشكرات - فلة |

الأسبوع 9 (23 مارس 2012)
ضيف السهرة: نجوى كرم / لطيفة العرفاوي
| 1 | كارمن سليمان | والله عيونك - سميرة سعيد إنت عمري - أم كلثوم الرسايل - محمد عبده        |
| 2 | دنيا بطمة    | ابتعد عني - طلال مداح مرسول الحب - عبد الوهاب الدكالي حب إيه - أم كلثوم |

## جدل حول اسم البرنامج
أثار اسم البرنامج جدل في الشارع السعودي، وذلك لاستخدام كلمة «آيدول» والذي تعني «المعبود، أو الشيء الذي نعبده» باللغة الإنكليزية، حسب ماورد في بعض الصحف والمنتديات الإلكترونية. وبهذا الخصوص أصدرت مجموعة أم بي سي بيان توضح فيه أن اسم البرنامج معناه هنا «محبوب العرب» ولا يمت بأي صلة لأمور ومعتقدات دينية.

## طالع كذلك
- أراب آيدل
- أراب آيدل (الموسم الثاني)

## وصلات خارجية
- الموقع الرسمي لبرنامج آراب آيدول